# Ланц (Наварра)
Ланц, Ланс (баск. Lantz (офіційна назва), ісп. Lanz) — муніципалітет в Іспанії, у складі автономної спільноти Наварра. Населення — 113 осіб (2009).
Муніципалітет розташований на відстані близько 340 км на північний схід від Мадрида, 20 км на північ від Памплони.

## Демографія
Динаміка населення (INE ):